# Mut@ge.Mix@ge
Mut@ge.Mix@ge är ett remixalbum av Front 242, utgivet 1995. Albumet innehåller tidigare utgivna låtar och nya remixer.

## Låtlista
| Nr  | Titel                                                 | Längd |
| --- | ----------------------------------------------------- | ----- |
| 1.  | Rhythm of Time (Messengers of Neptune Mix by The Orb) |       |
| 2.  | Happiness (Dub Mix by Underworld)                     |       |
| 3.  | Gripped by Fear (Bunkerclub Mix by Rico Conning)      |       |
| 4.  | Mixed by Fear                                         |       |
| 5.  | Crapage (The Float or Sink Mix by The Orb)            |       |
| 6.  | Junkdrome                                             |       |
| 7.  | Religion (Bass Under Siege Mix by The Prodigy)        |       |
| 8.  | Happiness (Dance Mix by Underworld)                   |       |
| 9.  | Break Me (female)                                     |       |
| 10. | Rhythm of Time (Victor the Cleaner Mix by The Orb)    |       |
| 11. | Dancesoundtrackmusic (d.s.m.)                         |       |
| 12. | Religion (Trance U Down Mix by The Prodigy)           |       |

## Medverkande
- Daniel Bressanutti
- Patrick Codenys
- Jean-Luc De Meyer
- Richard Jonckheere